# رأيت البارحة أن الملائكة طلبت خمرة للروح (قصيدة)
دوش ديدم كِه مَلائك دَرِ مي‌خانه زَدَند أو رأيت البارحة أن الملائكة طلبت خمرة للروح هي قصيدة غزلية للشاعر الفارسي حافظ الشيرازي في القرن الرابع عشر. ,id القصيدة رقم 184 في طبعة أعمال حافظ لمحمد قزويني وقاسم غني (1941)، ورقم 179 في طبعة برويز ناتل خانلاري (الطبعة الثانية 1983). وقد اشتهرت هذه القصيدة في اللغة الإنجليزية بفضل ترجمتها الشهيرة لجيرترود بيل (1897) بعنوان "حلمت الليلة الماضية أن الملائكة وقفت خارج / باب الحانة وطرقت" (بالإنجليزية: Last night I dreamed that angels stood without / The tavern door and knocked).
في هذه القصيدة الصوفية الواضحة، يصف حافظ رؤيا شعر فيها بأن الملائكة أعطوه الخمر. ويعرب عن دهشته لأنه، على الرغم من وضعه المتواضع، يتم منحه هذا الامتياز. وفي النصف الثاني من القصيدة، يعرب عن امتنانه لله ويشير إلى العقيدة التي تقول إن الاستسلام الكامل للحب هو الطريق الأكيد لتحقيق المعرفة الإلهية.
يُعد حافظ مُتصوفًا في نهجه، وقد كان تفسير الدور الذي لعبه الملائكة في هذه القصيدة ودورهم في خلق آدم محل جدل كبير بين علماء الحافظ.

## القصيدة
1
دوش دیدم که ملایک در میخانه زدند
گل آدم بسرشتند و به پیمانه زدند
رأيت الليلة الماضية ملائكة يطرقون باب حانة؛
عجنو طين آدم فضربوه في الكأس.
2
ساکنان حرم ستر و عفاف ملکوت
با من راه نشین باده مستانه زدند
أهل حرم الحياء والزهد في الجنة
معي، متسول على جانب الطريق، شربت نبيذًا مسكرًا.
3
آسمان بار امانت نتوانست کشید
قرعه کار به نام من دیوانه زدند
ولم تكن السماء قادرة على تحمل ثقل الثقة التي أعطيت لها؛
لقد ألقوا النرد بالعمل باسمي، أنا المجنون.
4
جنگ هفتاد و دو ملت همه را عذر بنه
چون ندیدند حقیقت ره افسانه زدند
العفو عن جميع الطوائف المتحاربة السبعين؛
لأنهم لم يروا الحقيقة، ذهبوا في طريق الخرافات.
5
شکر ایزد که میان من و او صلح افتاد
صوفیان رقص کنان ساغر شکرانه زدند
والحمد لله أن بيني وبينه السلام الآن؛
لقد شرب الصوفيون، وهم يرقصون، كأس الامتنان.
6
آتش آن نیست که از شعله او خندد شمع
آتش آن است که در خرمن پروانه زدند
النار ليست هي التي تضحك الشمعة مع لهيبها؛
النار هي التي أحرقوا بها حصاد العثة.
7
کس چو حافظ نگشاد از رخ اندیشه نقاب
تا سر زلف سخن را به قلم شانه زدند
أراد حافظ إزالة الحجاب عن خد الفكر،
منذ أن بدأوا بتمشيط خصلات شعر الكلام بالقلم.

## البحر الشعري
يُطلق على البحر الشعري المُستخدم اسم "بحر الرمل المكسبون " (بحر الرمل المُحاط)، لأنه على النقيض من الرمل المعتاد الذي يتكون من -ش-، فإن جميع الأعمدة باستثناء الأولى تكون "محاطة"، أي مختصرة إلى شش-. وهو وزن بتري.

## قراءة إضافية
- أربيري، أ.ج. (1947). خمسون قصيدة لحافظ ، كامبريدج، ص 157-158.
- عاشوري، داريوش. "حافظ والتأويل الصوفي" . (أكاديميا) (ملخص باللغة الإنجليزية لكتاب المؤلف) "عرفان ورندي .)
- أفيري، بيتر؛ هيث-ستابس، جون (1952). حافظ شيراز: ثلاثون قصيدة ، ص 47 .
- بشيري، إيراج (1979). "حافظ الشيرازي التركي: وجهة نظر بنيوية" ، العالم الإسلامي ، 69، 979، ص. 178–97، 248–68.
- بيل، جيرترود لوثيان (1897). قصائد من ديوان حافظ ، ص 113. 127-8 و168-170.
- بيكويل، هيرمان (1875). حافظ شيراز: مختارات من قصائده . توجد هذه القصيدة مع الملاحظات في الصفحة 12. 144–5.
- بلي، روبرت؛ لويسون، ليونارد (2008). الملائكة تطرق باب الحانة: ثلاثون قصيدة لحافظ . هاربر كولينز؛ ص. 39.
- كلارك، هـ. ويلبرفورس (1891). ديوان الحافظ ، ص 406–8.
- دي فوشيكور، CH. (2006): حافظ شيراز: لو ديفان . (طبعات فيردييه)
- لويس، فرانكلين (2002، تم التحديث في عام 2012). "حافظ الثامن. حافظ ورندي". الموسوعة الإيرانية على الإنترنت .
- ماهوزي، زهرة وآخرون (2018). "نقد موضوع حرمان الملائكة من الحب في شعر حافظ" . أدبيات عرفاني. المجلد 10، العدد 18، ص. 133–162. (المقالة باللغة الفارسية، الملخص باللغة الإنجليزية.)
- نيكلسون، رينولد أ. (1921). دراسات في التصوف الإسلامي . كامبريدج. انظر بشكل خاص الصفحات 110-114 .
- شيميل، آن ماري (1975). الأبعاد الصوفية للإسلام. مطبعة جامعة كارولينا الشمالية.
- سيف، رحمت مظاهري (2019). لسان الغيب: حافظ وشعره . صفحة النشر.
- سيد غراب، علي أصغر (2010). "الروح الإيروتيكية: الحب والإنسان والشيطان في شعر حافظ" . في ليونارد لويسون (المحرر) حافظ ودين الحب في الشعر الفارسي الكلاسيكي . اي بي توريس. ص. 107–122.

## روابط خارجية
- تلاوة موسوي كرمرودي .
- نص فارسي مع تلاوات لسهيل قاسمي وآخرين . (غنجور)
- غنتها فرقة بازم اللقاء من شمال باكستان .